# César Ramón Ortega Herrera
César Ramón Ortega Herrera (* 16. Juli 1938 in Salom, Yaracuy; † 9. April 2021 in Valencia, Carabobo) war ein venezolanischer Geistlicher und römisch-katholischer Bischof von Barcelona. 

## Leben
César Ramón Ortega Herrera studierte Philosophie und Katholische Theologie an den Priesterseminaren Cristo Rey in Ciudad Bolívar und Divina Pastora in Barquisimeto. Ortega Herrera empfing am 30. Juni 1963 in der Kathedrale Santo Tomás durch den Erzbischof von Ciudad Bolívar, Juan José Bernal Ortiz, das Sakrament der Priesterweihe. An der Universität Ottawa erwarb César Ramón Ortega Herrera Lizenziate in den Fächern Philosophie und Katholische Theologie sowie später ein weiteres Lizenziat im Fach Pädagogik.
Nach der Priesterweihe war César Ramón Ortega Herrera Pfarrvikar der Kathedrale Santo Tomás in Ciudad Bolívar, Militärkaplan, Direktor der Schule Nuestra Señora de Coromoto in Ciudad Bolívar und Rektor des Kleinen Seminars. Ab 1974 war Ortega Herrera als Generalvikar des Erzbistums Ciudad Bolívar tätig. Ferner war er Kanoniker an der Kathedrale Santo Tomás in Ciudad Bolívar.
Papst Johannes Paul II. ernannte ihn am 25. August 1983 zum Bischof von Margarita. Der Erzbischof von Ciudad Bolívar, Crisanto Darío Mata Cova, spendete ihm am 28. Oktober desselben Jahres in der Kathedrale Santo Tomás in Ciudad Bolívar die Bischofsweihe; Mitkonsekratoren waren Tomás Enrique Márquez Gómez, Bischof von San Felipe, und Constantino Maradei Donato, Bischof von Barcelona. Die Amtseinführung erfolgte am 1. November 1983. Ortega Herrera wurde am 21. Juni 1997 zudem Apostolischer Administrator von Barcelona.
Am 15. Juli 1998 bestellte ihn Johannes Paul II. zum Bischof von Barcelona. Die Amtseinführung fand am 28. Oktober desselben Jahres statt. Papst Benedikt XVI. nahm am 20. Januar 2014 das von aus Altersgründen vorgebrachte Rücktrittsgesuch an. César Ramón Ortega Herrera starb im April 2021 an den Folgen von COVID-19.